# Liu Mengke
Liu Mengke（xinès simplificat: 刘梦珂, pinyin: Liúmèng Kē; 26 de setembre de 1991) és una actriu, presentadora i cantant de la Xina continental.
Va aprendre a tocar piano als 4 anys, i als 11 participà en una gira europea, sent rebuda pel President del parlament d'Àustria, i pel President d'Hongria, Ferenc Mádl.
Comença en el món de la interpretació el 1998, apareguent a sèries de televisió i pel·lícules.
El 2019 interpreta Ling Yan a Waijiao Fengyun, on és una dels pocs personatges ficticis de la sèrie. El 2021 apareix a Feng qi Luoyang, i interpreta a Deng Yingchao en la sèrie Zhongliu Jishui, tot i que no té molta semblança física amb qui fou parella de Zhou Enlai. El 2022 protagonitza el biopic Zhui Guang, on interpreta el paper de la revolucionària Miao Boying.